# Les Trois Supermen du kung-fu
Pour plus de détails, voir Fiche technique et Distribution.
Les Trois Supermen du kung-fu (Crash! Che botte... Strippo strappo stroppio) est une comédie de kung fu italo-hongkongaise réalisée par Bitto Albertini et Kuei Chih Hung et sortie en 1973.
Il s'agit d'une suite du film de Gianfranco Parolini, Les Trois Fantastiques Supermen, sorti en 1967. Il a été un succès commercial en Italie ainsi qu'à Hong Kong.

## Synopsis
Robert Wallace, agent du FBI, a pour mission de retrouver six Américains disparus à Bangkok. La piste mène à Hong Kong. Au cours de son enquête, Wallace se fait de nouveaux amis, qui se tiennent à ses côtés lorsqu'il est attaqué par les membres d'un gang criminel.

## Fiche technique
- Titre français : Les Trois Supermen du kung-fu[2]
- Titre original italien : Crash! Che botte... Strippo strappo stroppio[3]
- Réalisation : Bitto Albertini, Kuei Chih Hung
- Scenario : Bitto Albertini, Gino Capone
- Photographie :	Pier Luigi Santi
- Montage : Fausto Ulisse
- Musique : Nico Fidenco
- Décors : Boni Fraulo
- Production : Tino Biasia, Attilio Fattori, Run Run Shaw
- Société de production : Internazionale Nembo Distribuzione Importazione Esportazione Film (I.N.D.I.E.F.), Shaw Brothers
- Pays de production :  Italie -  Hong Kong
- Langue originale : italien
- Format : couleurs par Technicolor - 2,35:1 - Son mono - 35 mm
- Durée : 102 minutes
- Genre : Comédie de kung fu
- Dates de sortie :
  - Italie : 29 novembre 1973
  - Hong Kong : 9 juillet 1974
  - France : 20 juillet 1977[2]

## Distribution
- Antonio Cantafora : Max
- Robert Malcolm : Capitaine Wallace
- Salvatore Borghese : Jerry
- Lo Lieh : Maître Tang
- Shih Szu : fille mystérieuse
- Tung Lin : Chen-Loh
- Alberto Farnese : Colonel Roger
- Liu Hui-Ling :
- Chiang Ling :
- Jackie Chan :
- Jacques Dufilho : Consul américain
- Isabella Biagini : Femme du Consul

## Production
Les Trois Supermen du kung-fu est une coproduction italo-hongkongaise. Après la mort de Bruce Lee en 1973, le marché des productions cinématographiques hongkongaises s'est restreint : la censure à Singapour et un système de quotas pour les films locaux en Thaïlande ont réduit la demande pour les produits des grands studios de Hong Kong comme Shaw Brothers et Golden Harvest. Les deux sociétés cherchent alors un répit dans les productions étrangères, comme les hybrides entre la Hammer Films britannique (La Légende des sept vampires d'or), Rapid Films avec sa coproduction allemande Les Vierges des mers chaudes (1974) et la société italienne I.N.D.I.E.F. (Internazionale Nembo Distribuzione Importazione Esportazione Film) pour Les Trois Supermen du kung-fu.
Le film diffère des autres films de la série des Trois Supermen car la société d'Italo Martinenghi, Cinesecolo, n'a cette fois rien eu à voir avec la production.
Jackie Chan est crédité parmi les chorégraphes du film.

## Série de films
Série officielle
- 1967 : Les Trois Fantastiques Supermen (I fantastici tre supermen) de Gianfranco Parolini
- 1968 : Les Trois Fantastiques Supermen à Tokyo (3 Supermen a Tokio) de Bitto Albertini
- 1970 : Les Trois Supermen dans la jungle (Che fanno i nostri supermen tra le vergini della jungla?) de Bitto Albertini
- 1973 : Trois Supermen dans l'Ouest (...e così divennero i 3 supermen del West) d'Italo Martinenghi
- 1974 : Les Trois Supermen du kung-fu (Crash! Che botte... Strippo strappo stroppio) de Bitto Albertini
- 1979 : Les Trois Supermen contre le parrain (it) (3 Supermen contro il Padrino) d'Italo Martinenghi
- 1984 : Üç Süpermen Olimpiyatlarda (it) de Yavuz Yalinkiliç et Italo Martinenghi
- 1986 : Tre Supermen in Santo Domingo (it) d'Italo Martinenghi

Série officieuse
- 1973 : Çilgin kiz ve üç süper adam de Cavit Yürüklü
- 1975 : Bruce Lee contre supermen (Meng long zheng dong) de Chia-Chun Wu